# Aberystwyth
Aberyswyth (IPA [ abɛˈrəstʊɨθ ])   egy történelmi piacváros, adminisztratív központ és kedvelt nyaralóhely a walesi Dyfed megyében az Ír-tenger partján. A 19. századtól kezdve Wales egyik oktatási központjává is vált az 1872-ben alapított egyetemének köszönhetően. A város lakossága a 2001-es népszámlálás szerint 15.935 fő.

## Történelme
A város írott történelme 1109-től datálódik, amikor a norman báró Gilbert Fitz Richard erődöt emel Aberystwythben. Az építmény a mai várostól úgy két kilométerre található délre egy dombon a Ystwyth folyó déli partján. Az új kastélyt Edward király építette 1277-ben a város legmagasabb pontján, a Castle Hillen. A kastély 1404 és 1408 között Owain Glyndŵr kezén volt, amíg Harry herceg be nem vette. Nem sokkal ezután a település Ville de Lampadarn néven egyesült. Ezen a néven kapott királyi szabadalomlevelet VIII. Henriktől is, de Erzsébet idejében a város már minden dokumentumban Aberystwyth néven szerepel.
1649-ben a várat Oliver Cromwell csapatai lebontották. Mára csak romok merednek egykori helyén, igaz három torony megmaradt viszonylagos épségben. A közelben található Hafod Uchtryd birtokot Thomas Johnes kezdte el építeni 1793-ban, amit részben John Nash tervezett. A gyönyörűre szabott táj sok látogatót vonzott, többek között Samuel Taylor Coleridget is, aki innen kapott inspirációt híres verséhez, a Kubla kánhoz.
A vidéki gyárak és iparosműhelyek Aberystwyth fontos részévé váltak a 19. században. Egy 1830-as kereskedelmi kalauzban a városban húsz cipész, nyolc pék, két molnár, tizenegy asztalos, egy kádár, hét szabó, két varrónő, hat szalmakalap gyártó, négy szíjgyártó, két bádogos, két állatnyúzó, négy tímár, nyolc kőműves, egy sörfőző, három hajóács, három bognár, öt szekrénykészítő, egy kötélkészítő és egy vitorlakészítő dolgozott.

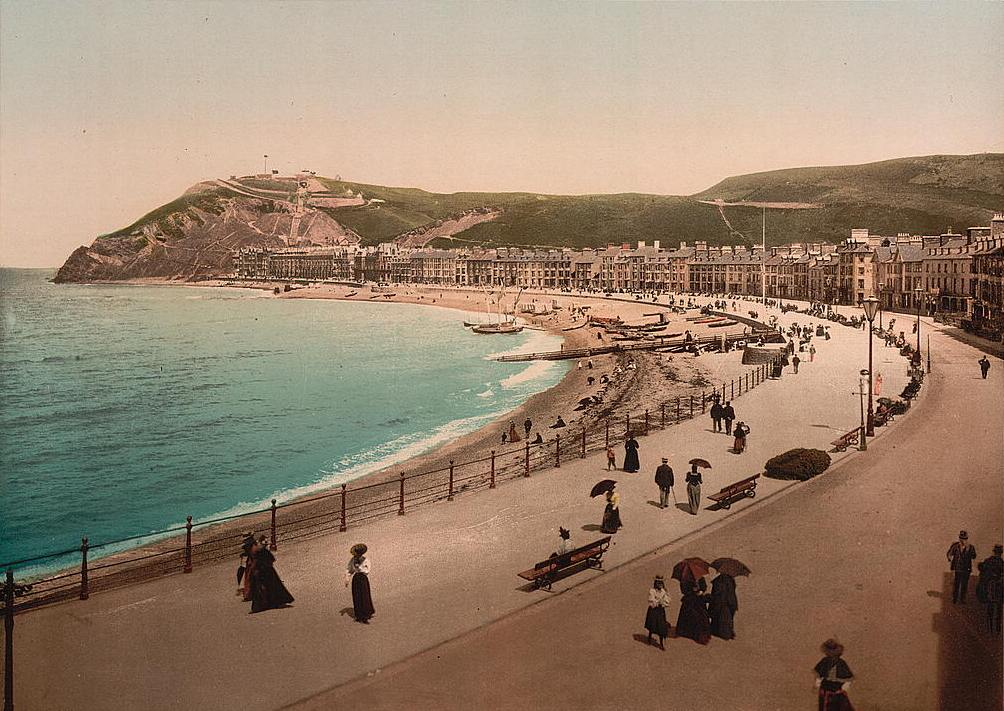
Aberystwyth a viktoriánus korszakban

A vasúti hálózat 1864-ben érte el Aberystwythet, ez jelentősen megnövelte a városba érkező viktoriánus turisták számát. Aberystwyth-et egyszer még Wales Biarritzjának is elnevezték. Ebben az időben készült el számos hotel és szép építésű vendégház, beleértve a Queens Hotelt is. Ezek közül az egyik legnagyobb a Castle Hotel volt, amit bár csőd miatt sosem fejeztek be, de az épületet olcsón megvásárolta a Walesi Nemzeti Egyetemi Bizottság - egy csoport elhivatott ember, kik egy walesi egyetem létrehozásán fáradoztak -, és itt alapították meg 1872-ben az Aberystwyth Egyetemet.
Egy péntek éjjelen, 1938. január 14-én 140 km/h erejű szélvihar söpört végig a városon, a tengerparti sétányok nagy részét elpusztítva egy 61 méteres mólóval együtt. Számos közeli épület is megsérült. A városban tartotta első híres demonstrációját a Walesi Nyelv Egyesülete 1963. február 2-án.
2009 márciusában a polgármester Sue Jones-Davies, aki a nagy sikerű Brian élete című komédiában Judith Iscarot szerepét alakította, megszervezte a film jótékonysági vetítését a városban. A rendezvényen részt vett Terry Jones és Michael Palin is. Az esemény azon a népszerű, de téves szóbeszéden alapult, hogy a film eredeti bemutatóját betiltották Aberystwythben.

## Nevezetességek
Az Aberystwyth Művészeti Központ az egyik legnagyobb és leglátogatottabb művészeti központ Walesben. Magába foglal egy 312 fős színházat, 900 fős koncerttermet, 125 fős mozit, galériákat, kávézókat és bárokat.

## Sport
A város futballcsapata a Welsh Premier Leagueben szereplő Aberystwyth Town FC.

## Nyelv
A városban az angol mellett a walesi nyelvet beszélik. A 2001-es népszámlálás szerint a lakosság 39 százaléka vallotta azt, hogy képes beszélni, írni vagy olvasni a walesi nyelvet. Ez az átlag alacsonyabb Ceredigion körzeti átlagnál (54%), de magasabb az országosnál (23%).

## Nevezetes személyek
- Itt született Roger Rees (1944–2015) színművész, színházi rendező.
- Itt született Dafydd Ifans (1949–) író, fordító és könyvtáros.
- Itt élt Taron Egerton (1989–) színész.

## Fordítás
Ez a szócikk részben vagy egészben  az   Aberystwyth című angol Wikipédia-szócikk fordításán alapul.  Az eredeti cikk szerkesztőit annak laptörténete sorolja fel. Ez a jelzés csupán a megfogalmazás eredetét és a szerzői jogokat jelzi, nem szolgál a cikkben szereplő információk forrásmegjelöléseként.